# Five to One
«Five to One» es una canción de la banda estadounidense de rock psicodélico The Doors, escrita por los cuatro miembros de la banda (Jim Morrison, Ray Manzarek Robby Krieger, John Densmore), aunque las letras fueron escritas principalmente por el cantante, Morrison, basada en el poema y canción «A Little Game». Fue producida por Paul A. Rothchild para su tercer álbum publicado en 1968, Waiting for the Sun, como la última canción del disco.

## Composición
La canción es un tema psicodélico, de hard rock y blues-rock, escrito por los cuatro integrantes de la banda, con un trabajo lírico de su cantante, Jim Morrison, e inspirado musicalmente en la canción rechazada de la banda, titulada «A Little Game», originalmente parte del medley, Celebration of the Lizard.

## En la cultura popular
En la película Rambo: Last Blood aparece la canción.
La canción también tiene aparición en el videojuego Grand Theft Auto IV: The Lost and Damned, aunque fue removida tras una actualización en abril del 2018.